# Robert Henrion
Robert Henrion (Namen, 23 juli 1915 - Ukkel, 19 juni 1997) was een Belgisch bankier, jurist, hoogleraar aan de Université libre de Bruxelles en liberaal politicus.

## Biografie

### Bankier, academicus en minister
Robert Henrion promoveerde tot doctor in de rechten aan de Université libre de Bruxelles en vestigde zich als advocaat aan de balie van Brussel, waar hij van 1938 tot 1946 eveneens substituut-krijgsauditeur was. In 1945 ging Henrion werken op de juridische dienst van de Generale Bank, waar hij vanaf 1963 afgevaardigd-beheerder en ondervoorzitter van het directiecomité was. In 1946 begon hij tevens een academische loopbaan aan de ULB, waar hij docent economisch en financieel recht was en vanaf 1955 ook buitengewoon hoogleraar.
In maart 1966 werd hij vanuit zijn financiële ervaringen als extraparlementair voor de toenmalige PLP benoemd tot minister van Financiën in de regering-Vanden Boeynants I, een mandaat dat hij behield tot in 1968. Na zijn ministerschap nam hij zijn mandaten bij de ULB en de Generale Bank weer op en was van 1969 tot 1976 voorzitter van het directiecomité en de raad van bestuur van de bank. 

### Politieke loopbaan
Het was pas na zijn pensioen als bankvoorzitter in 1976 dat Henrion effectief een politieke loopbaan begon voor de PLP en daarna de PRL. In 1977 werd hij vanwege zijn financiële en universitaire loopbaan benoemd tot minister van Staat en van mei tot juni 1980 was hij opnieuw minister van Financiën in de regering-Martens III. Wegens gezondheidsredenen en ook door het hoge werkritme van de regering stopte hij echter al snel met zijn ministerschap.
Hij begon eveneens een parlementaire loopbaan. Van 1978 tot 1981 zetelde hij voor de PRL als gecoöpteerd senator in de Senaat, van 1981 tot 1985 zetelde hij namens het arrondissement Brussel in de Kamer van volksvertegenwoordigers, waar hij van 1981 tot 1985 tevens PRL-fractieleider was, en van 1985 tot 1991 zetelde hij opnieuw in de Senaat: van 1985 tot 1988 als provinciaal senator van Brabant en van 1988 tot 1991 opnieuw als gecoöpteerd senator.

### Bestuursmandaten
In combinatie met zijn parlementaire loopbaan was Henrion voorzitter of beheerder van vele vennootschappen of holdings die behoorden tot de Generale Maatschappij van België. Zo was hij onder meer:
- voorzitter van de gemengde maatschappij Belfin, die de investeringen in de staalnijverheid moest helpen financieren (1981-1986),
- voorzitter van de Commissie voor Evaluatie van de Activa van het Rijk (commissie-Henrion), die in opdracht van de regering-Dehaene I de minister van Financiën moest adviseren over de waarde, de geboden prijs of de verkoop van de openbare kredietinstellingen van de openbare kredietinstellingen in verband met privatisering (1993-1995),
- bestuurder van de Stichting Bernheim.